# Beautiful Freak
Albums de Eels
Electro-Shock Blues
(1998)
Beautiful Freak, sorti en 1996, est le premier album du groupe Eels, alors formé de l'auteur-compositeur et interprète Mark Oliver Everett, de Jonathan « Butch » Norton à la batterie et de Tommy Walters à la basse. Mark Oliver Everett avait déjà fait paraître deux albums en solo sous le pseudonyme de E, en 1992 et 1993.
L'album, catalogué dans le rock, regroupe des influences diverses, allant du lo-fi, à la pop, en passant par le grunge et le hip-hop. L'influence de ce dernier courant se marque par l'utilisation de samples dans certaines chansons de l'album et d'une voix plus mélodique que d'habitude dans le rock alternatif (sur Susan's House par exemple).

## Titres
1. Novocaine for the Soul (Mark Everett/Mark Goldenberg) – 3:08 (premier single extrait de l'album)
2. Susan's House (Mark Everett/Jim Jacobsen/Jim Weatherly) – 3:43 (deuxième single)
3. Rags to Rags (Mark Everett) – 3:53
4. Beautiful Freak (Mark Everett) – 3:34
5. Not Ready Yet (Mark Everett/Jon Brion) – 4:46
6. My Beloved Monster (Mark Everett) – 2:13
7. Flower (Mark Everett/Jim Jacobsen) – 3:38
8. Guest List (Mark Everett) – 3:13
9. Mental (Mark Everett) – 4:01
10. Spunky (Mark Everett) – 3:11
11. Your Lucky Day in Hell (Mark Everett/Mark Goldenberg) – 4:28 (troisième single)
12. Manchild (Mark Everett/Jill Sobule) – 4:05

## Commentaires
- Ce disque a été le premier à sortir sur le label Dreamworks, qui venait d'être fondé par Steven Spielberg et David Geffen.
- Le titre Your Lucky Day in Hell a été utilisé dans la bande originale du film Scream 2.
- Le titre My Beloved Monster a été utilisé dans la bande originale du film d'animation Shrek.